# Ada Wright
Pour les articles homonymes, voir Wright.
Ada Cecile Granville Wright, née à Granville en France le 9 février 1861 et morte à Finchley le 30 décembre 1939, est une travailleuse sociale et suffragette britannique. 

## Biographie
Ada Wright fréquente la Slade School of Fine Art et l'University College de Londres, où elle suit les cours de physique de Margaret Whelpdale et les cours d'anglais d'Edward Aveling. 
Elle passe quelque temps dans une institution éducative à Bonn, puis elle est de retour en Angleterre où son désir de faire du travail social est contrarié par le refus de son père,. Elle voyage avec sa famille sur le continent européen et en Afrique du Nord, puis la famille s'installe à Sidmouth, dans le Devon, en 1885. Elle peut alors réaliser son désir de carrière sociale, et elle travaille pour le Settlement movement avec une nièce d'Elizabeth Barrett Browning et rejoint une société suffragiste locale. 
Elle s'installe à Londres et travaille avec Maude Stanley à la mission de West London, où elle dirige un club de jeunes travailleuses de Greek Street, dans le quartier de Soho. Elle est infirmière stagiaire au London Hospital.

## Activités suffragistes
Elle revient pour quelque temps à Sidmouth, en 1896, pour prendre soin de son père, puis s'installe à Bournemouth où elle rejoint la branche locale de la National Union of Women's Suffrage Societies. En 1905, elle apprend l'arrestation de Christabel Pankhurst et d'Annie Kenney à Manchester, et leur envoie la somme de 12 £ en marque de soutien. En février 1906, lors d'un séjour à Londres, elle assiste à une réunion de la Women's Social and Political Union et elle participe au parlement des femmes à Caxton Hall en mars 1907, à la suite de quoi elle est emprisonnée durant deux semaines. Elle quitte la National Union of Women's Suffrage Societies, dont elle estime qu'elle est « inefficace pour faire de la question de la justice pour les femmes une force vivante ». Pendant sa détention, elle décide de militer en faveur du droit de vote dans la Women's Social and Political Union. 
Elle participe à l'action concernant la Chambre des communes en octobre 1908 et est emprisonnée pendant un mois. Elle est à nouveau arrêtée le 29 juin 1909 après avoir jeté deux pierres dans la fenêtre d'un bureau du gouvernement à Whitehall et elle est emprisonnée pendant un mois. Elle entame une grève de la faim de six jours et est libérée avant terme. Durant l'année 1910, elle travaille pour la WSPU, participant à des réunions publiques dans le pays. Elle adhère également à la New Constitutional Society for Women's Suffrage. Elle est organisatrice de la délégation « Colonial and foreign Contingents » de la manifestation du 18 juin 1910.

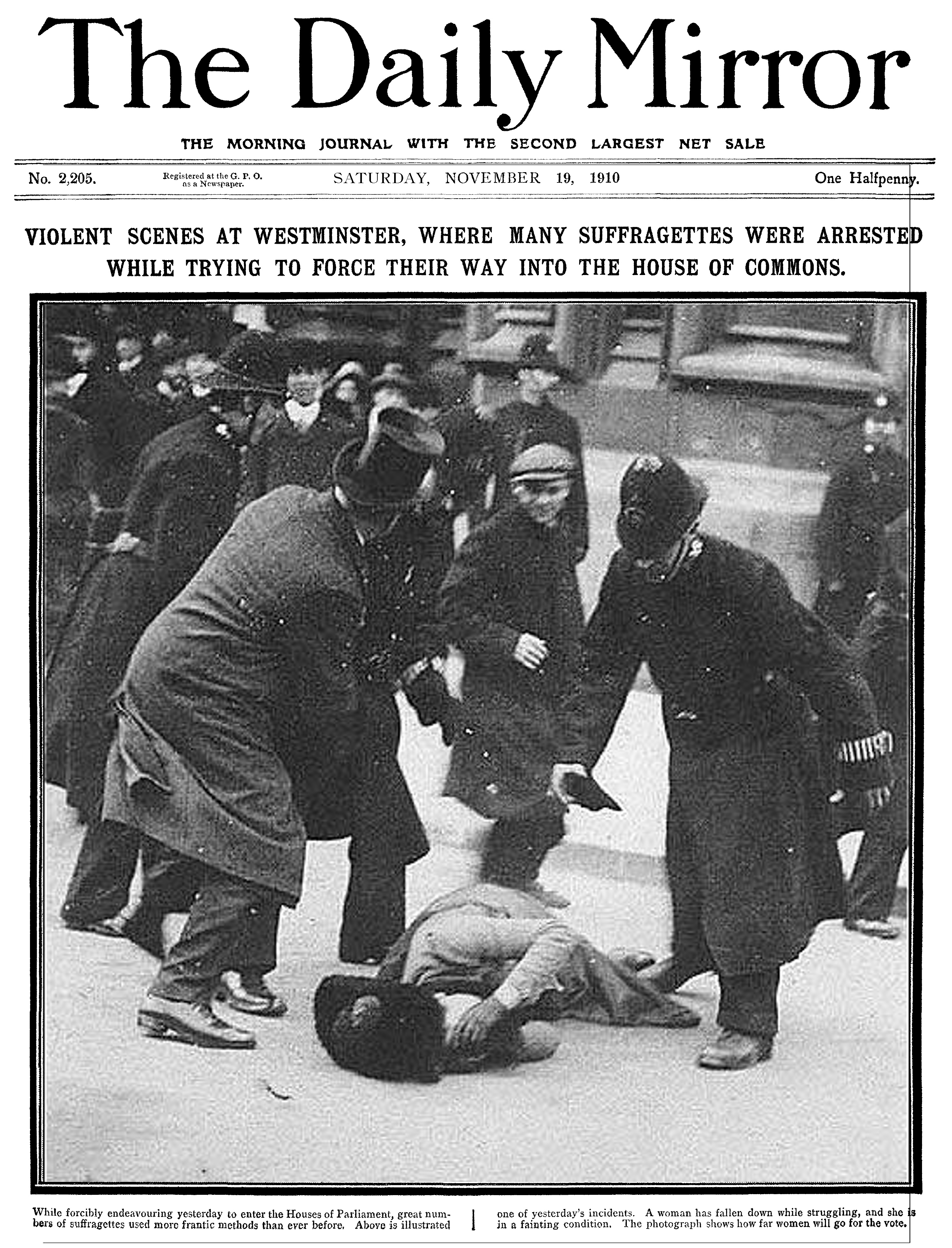
The Daily Mirror, 19 novembre 1910

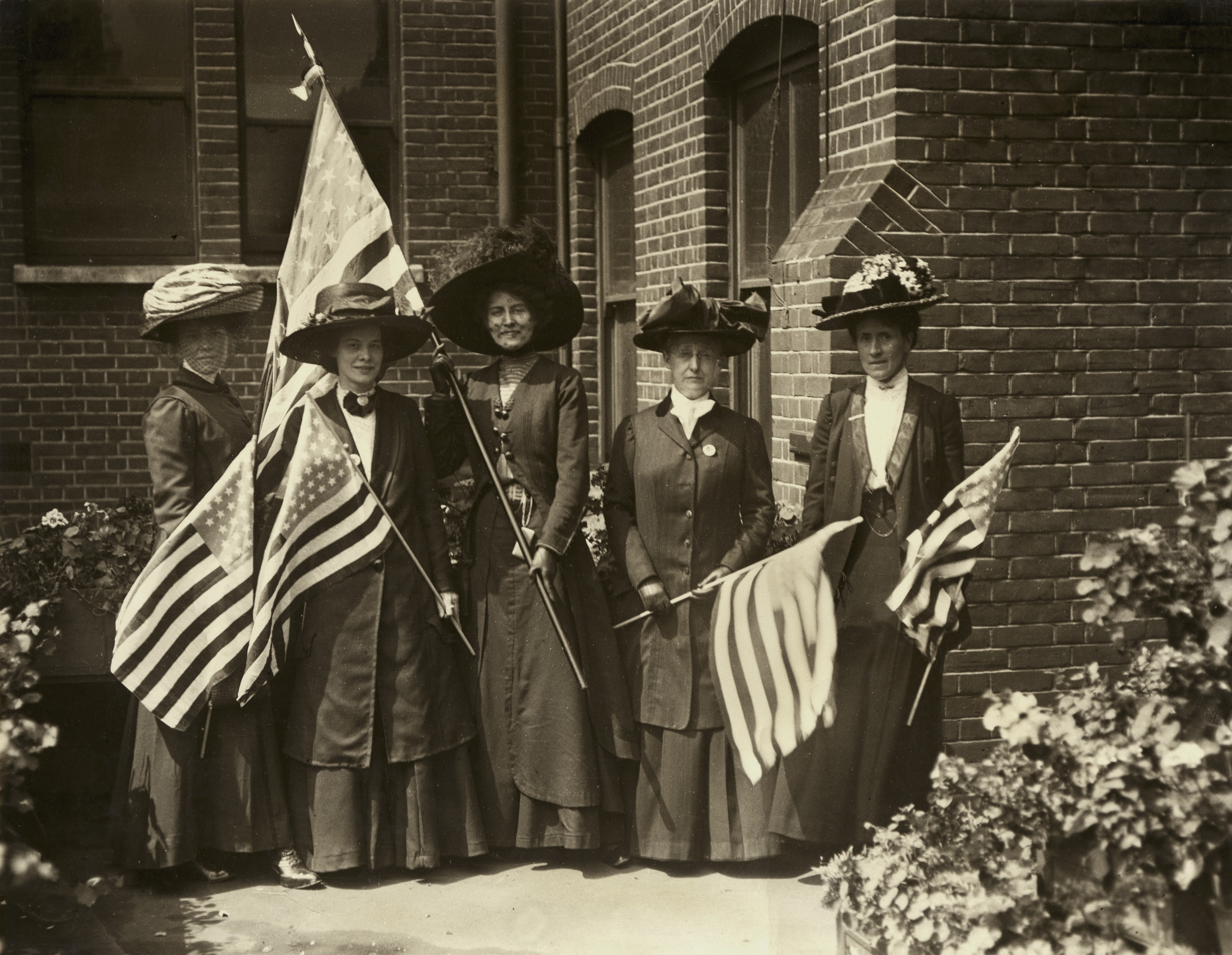
Délégation américaine le 23 juillet 1910 Julia Helen Twells, Elisabeth Freeman (organisatrice du American movement for Women's Suffrage), Maud Roosevelt (nièce du président Roosevelt), L.J. Martin, professeure à Stanford et Ada Wright

## La photo du Vendredi noir
Ada Wright participe à la manifestation du « Vendredi noir » le 18 novembre 1910 à Parliament Square. Elle est frappée par un policier et tombe au sol. La  photo, publiée en première page du Daily Mirror le 19 novembre la représente. Le journaliste évoque dans son article la brutalité de l'agent. Le chef de la police commente la photo en indiquant qu'Ada Wright était tombée d'elle-même. Mais une photo publiée le 25 novembre par Votes for Women fait apparaître que de nombreux manifestants sont tenus à l'écart de la scène, empêchés d'intervenir, et qu'un homme tente de protéger Ada Wright des policiers. La photographie du Daily Mirror est devenue une image emblématique du mouvement suffragiste. Le gouvernement tente vainement d'empêcher la diffusion de la photo en saisissant, mais trop tardivement, les exemplaires déjà imprimés du journal et demande la destruction des négatifs.

## Nouvelles arrestations et grève de la faim
Elle est arrêtée en novembre 1911, après avoir brisé la fenêtre de Lewis Harcourt lors de la manifestation liée à la Conciliation Bill et elle est emprisonnée pendant 14 jours. Elle participe avec Charlotte Marsh à la campagne de bris de vitres de la WSPU dans le Strand, en mars 1912, et est condamnée à six mois de prison à la prison d'Aylesbury, du fait de ses condamnations antérieures. 
Elle entame une grève de la faim et elle est nourrie de force. Maud Arncliffe Sennett déclare à ce propos qu'il s'agit d'une « honte nationale ». En raison des effets de son emprisonnement sur sa santé, Ada Wright est libérée après quatre mois de prison, le 6 juillet et va se rétablir en Suisse avec Charlotte Marsh et deux autres anciennes prisonnières suffragistes. En 1913, elle héberge à son domicile de Westminster Emmeline Pankhurst qui vient d'être libérée en vertu du Cat and Mouse Act. En 1914, elle aide Emmeline Pankhurst, à s'échapper du « Mouse Castle », et elle est à nouveau arrêtée et emprisonnée pendant 14 jours. En mai de la même année, elle est arrêtée devant le palais de Buckingham, avec 61 manifestantes. Elle passe une nuit en prison puis est relâchée après que sa sœur, craignant pour sa santé, ait payé l'amende. 
Ada Wright reçoit une Hunger Strike Medal « pour la vaillance », décernée par la WSPU. 
En 1914, elle se cotise avec Alice Green, Emmeline Pethick-Lawrence, Constance Lytton et Rose Lamartine Yates, pour payer le voyage de Kitty Marion qui émigre aux États-Unis. Elle participe à l'effort de guerre en soignant des chevaux et en conduisant des ambulances mobiles. 
Ada Wright porte le cercueil d'Emmeline Pankhurst lors de ses funérailles en 1928. Elle fait du travail social dans les années 1920 et participe à la Suffragette Fellowship,. 
Au cours de l'année qui précède la Seconde Guerre mondiale, elle est gardienne de patrouille anti-aérienne. Elle meurt à Finchley en 1939.